# Weiße Nächte

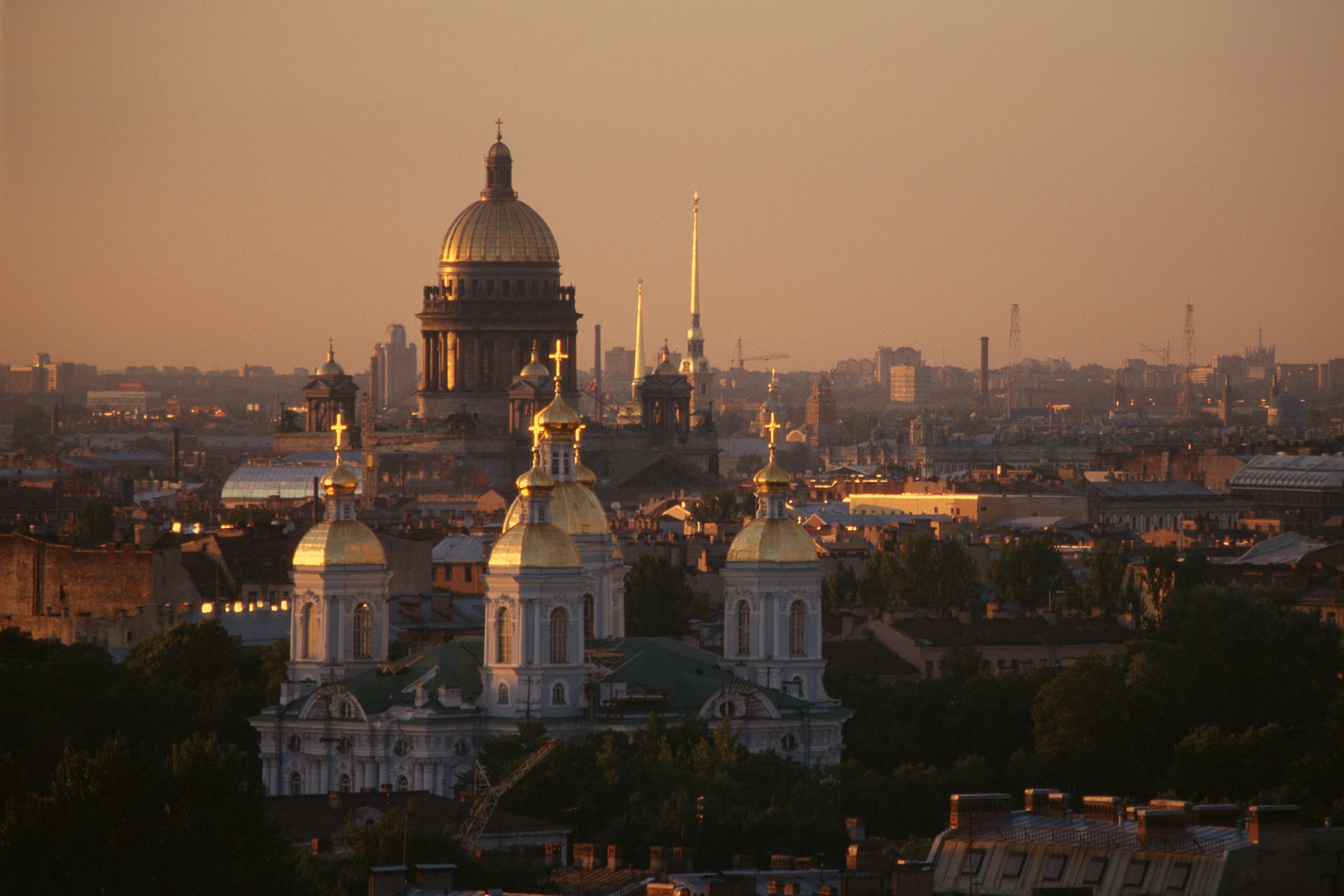
Um Mitternacht Anfang Juli in St. Petersburg (59,93° N)

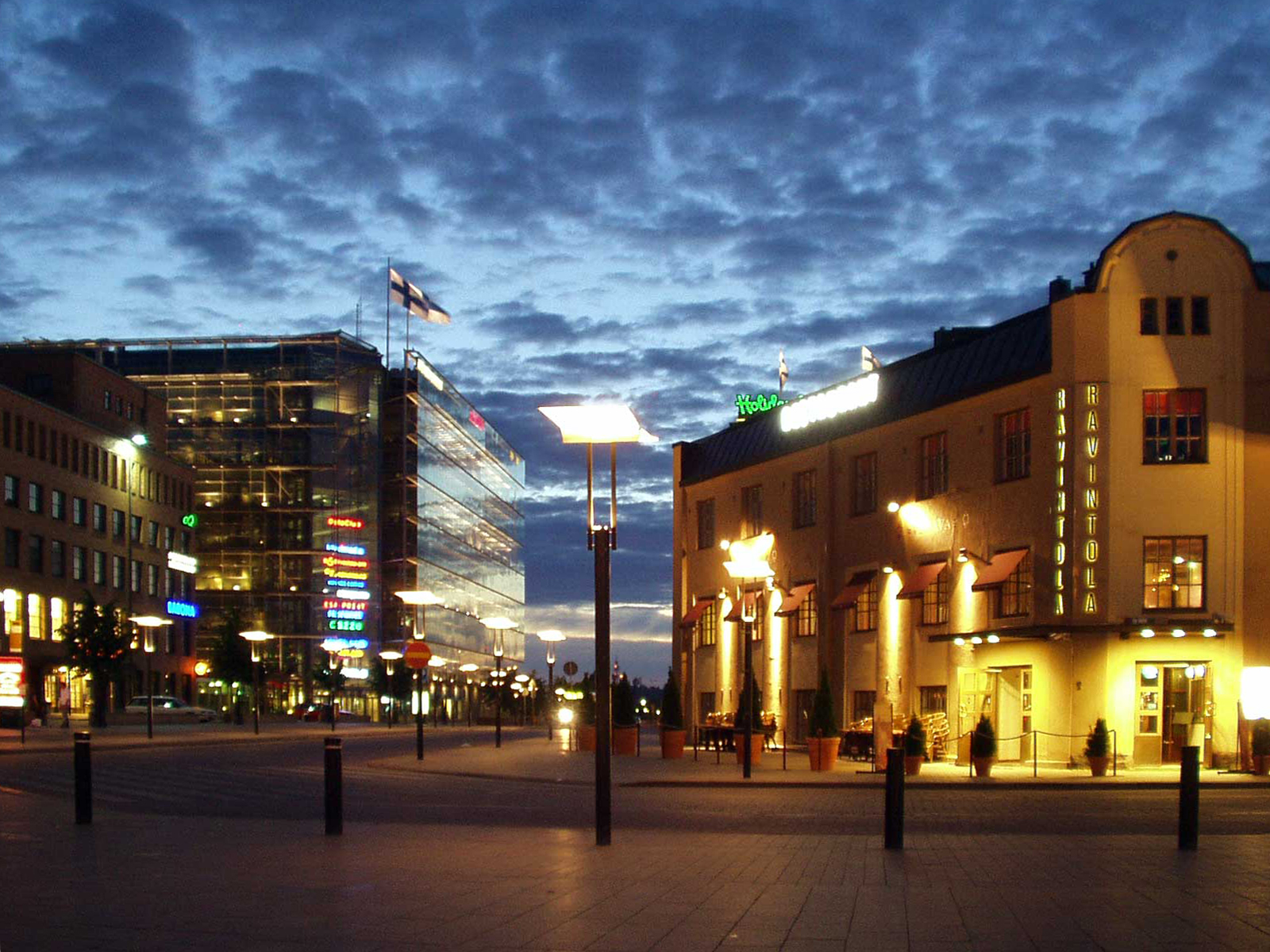
Um Mitternacht Mittsommer in Helsinki (60,17° N)

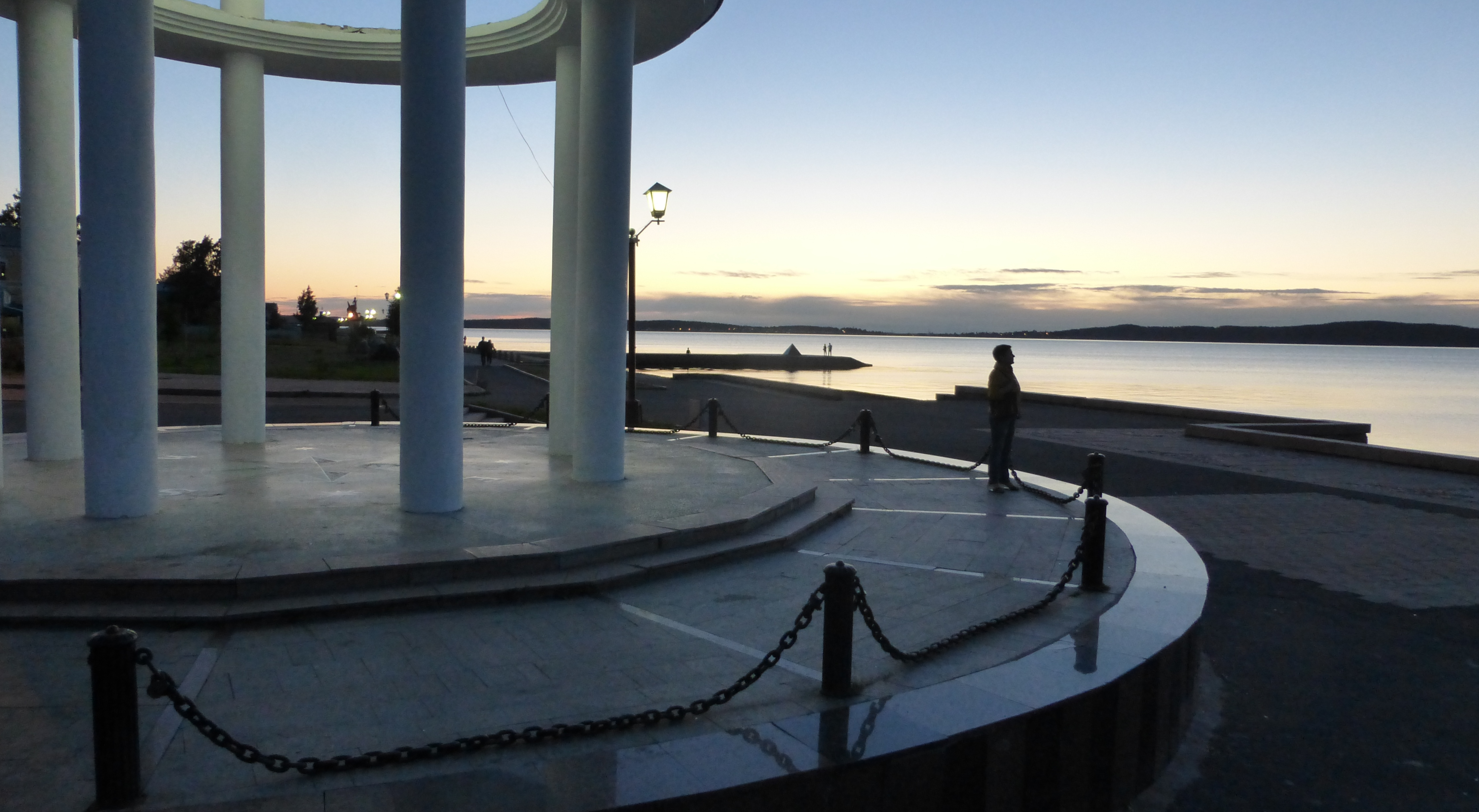
Um Mitternacht Ende Juni in Petrosawodsk (61,78° N)

Die Dämmerungszonen in Europa um die Sommersonnenwende. Erkennbar ist, dass im äußersten Norden Schleswig-Holsteins zu dieser Zeit die ganze Nacht über nautische Dämmerung herrscht.

Weiße Nächte werden Nächte genannt, in denen die Sonne nur für kurze Zeit untergeht, so dass auch mitternachts noch mindestens Dämmerung herrscht oder es sogar taghell ist. Weiße Nächte kommen an allen Orten vor, die etwa zwischen 56° nördlicher Breite und dem Nordpol beziehungsweise 56° südlicher Breite und dem Südpol liegen. Jenseits der Polarkreise (≈ 66,57°) geht die Sonne an den Tagen um die Sonnenwende nicht mehr unter.
Berühmt sind die Weißen Nächte von Sankt Petersburg (knapp 60° N), wie sie Dostojewski in seiner gleichnamigen Erzählung aus dem Jahr 1848 beschreibt. In Deutschland können Weiße Nächte ansatzweise in seinen nördlichsten Regionen auf knapp 55° N, etwa der Nordseeinsel Sylt und bei Flensburg, erlebt werden. Dort zieht in den Nächten um die Sommersonnenwende ein deutlich sichtbarer Silberstreif am nördlichen Horizont von West nach Ost, es herrscht die ganze Nacht nautische Dämmerung. Ähnliches ist auf der Südhalbkugel um die Sonnenwende Ende Dezember zu beobachten auf knapp 55° S, etwa in Ushuaia oder im Süden Südgeorgiens. In den Polargebieten geht die Sonne um die Sonnenwende im Sommer gar nicht mehr unter, sodass statt Weißer Nacht die Mitternachtssonne scheint. Der Zeitraum ist umso länger, je kürzer die Entfernung zum Pol ist. An den Polen selbst beträgt dieser Polartag genannte Zeitraum ein halbes Jahr.

## Weiße Nächte in der Kunst
Dostojewskis Roman war Vorlage für den gleichnamigen italienisch-französischen Spielfilm Weiße Nächte von 1957.
Von Martina Sahler gibt es die historische Familiensaga Weiße Nächte, weites Land, in dem die Auswanderung der Deutschen nach Russland im 18. Jahrhundert beschrieben wird und in dem die Weißen Nächte in Sankt Petersburg zur Zeit von Kaiserin Katharina II. eine zentrale Rolle in der Handlung spielen.
Ingmar Bergmans Film Das Lächeln einer Sommernacht behandelt die Turbulenzen von vier Liebespaaren in einer weißen Mittsommernacht. Im Jahre 1985 entstand der US-amerikanische Tanzfilm White Nights – Die Nacht der Entscheidung nach einem Drama von Taylor Hackford. Der Titel nimmt Bezug auf die kurzen, hellen Sommernächte im Norden von Sibirien, wo Teile der Handlung ablaufen.